# Etschtaler Vulkanit-Gruppe
Die Etschtaler Vulkanit-Gruppe, früher auch Bozener Quarzporphyr genannt, ist eine vulkanisch-sedimentäre lithostratigraphische Gruppe in den Südalpen im Raum Bozen. Die im unteren Perm nach Datierungen an Zirkonen vor etwa 285 bis 275 Millionen Jahren entstandenen Gesteine haben eine Mächtigkeit von bis zu 4000 Metern und eine Ausdehnung von über 2000 Quadratkilometern. Die Vulkanit-Gruppe liegt diskordant dem südalpinen Kristallin auf, örtlich auch dem Waidbrucker Konglomerat beziehungsweise dessen Äquivalenten. Überlagert wird sie  großteils von Sandstein der Gröden-Formation. Im Norden reichen die Vulkanite im Eisacktal etwa bis Waidbruck und Gröden sowie bis Meran, südlich reichen sie mit der Lagorai-Kette bis in das Gebiet nordöstlich von Trient.

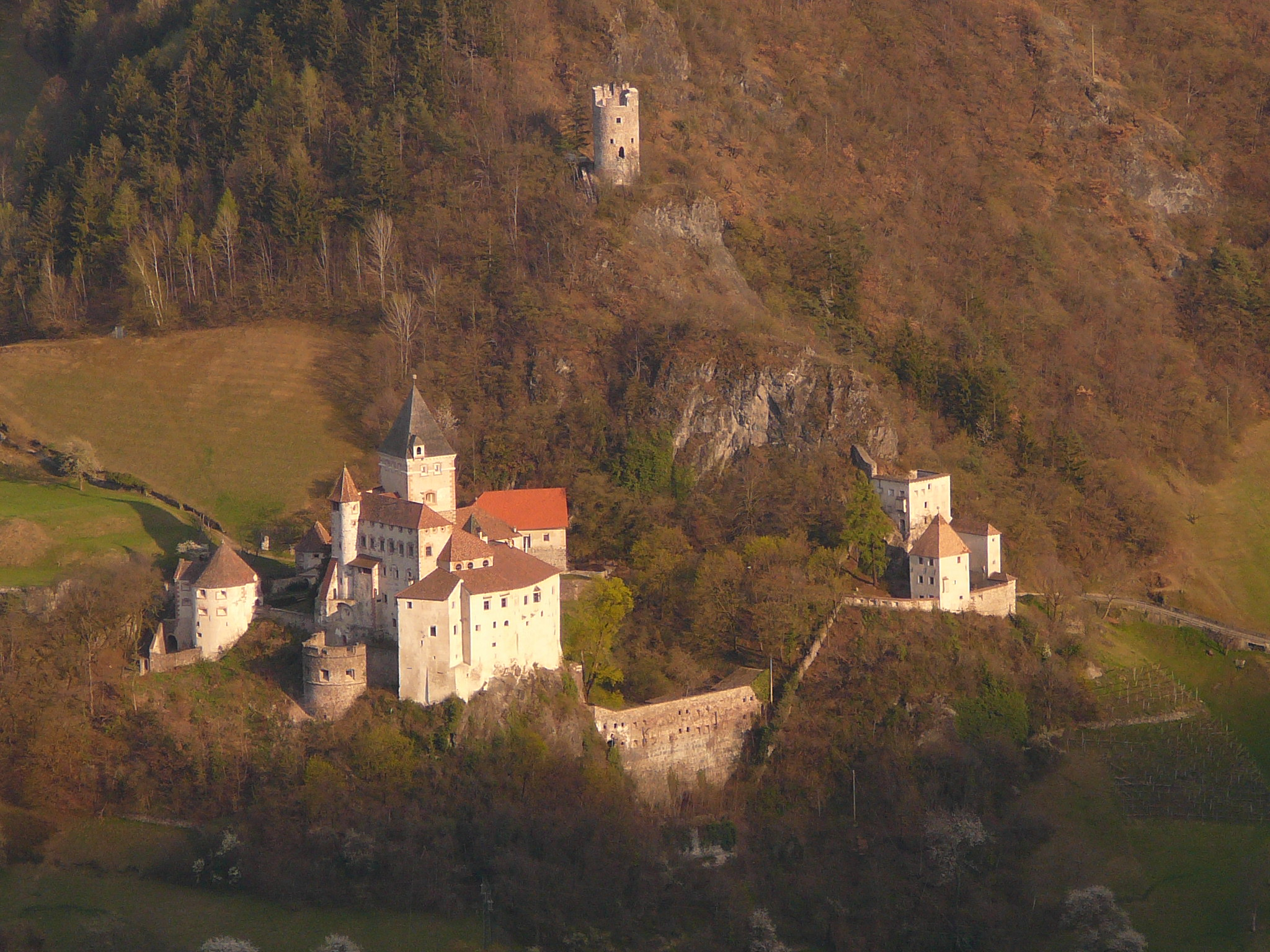
Die Trostburg bei Waidbruck, Namensgeberin der Trostburg-Formation

## Tektonische Situation
Die vulkanische Tätigkeit war verbunden mit einer zeitgleichen Dehnung und Absenkung der Erdkruste in diesem Bereich und damit verbunden mit der Bildung eines Grabenbruchsystems. Etwa 40 Millionen Jahre später kam es in der mittleren Trias wieder zu vulkanischer Tätigkeit, welche ebenfalls an eine starke Bruchtektonik gekoppelt war. So gab es im Ladinium im Bereich der Dolomiten starke vulkanische Aktivität und es entstanden die Intrusionen von Predazzo und Monzoni. Ursache für die wiederholte Dehnung der Kruste könnte nach Ansicht einiger Forscher eine ortsfeste, episodisch aktive Wärmeanomalie sein.

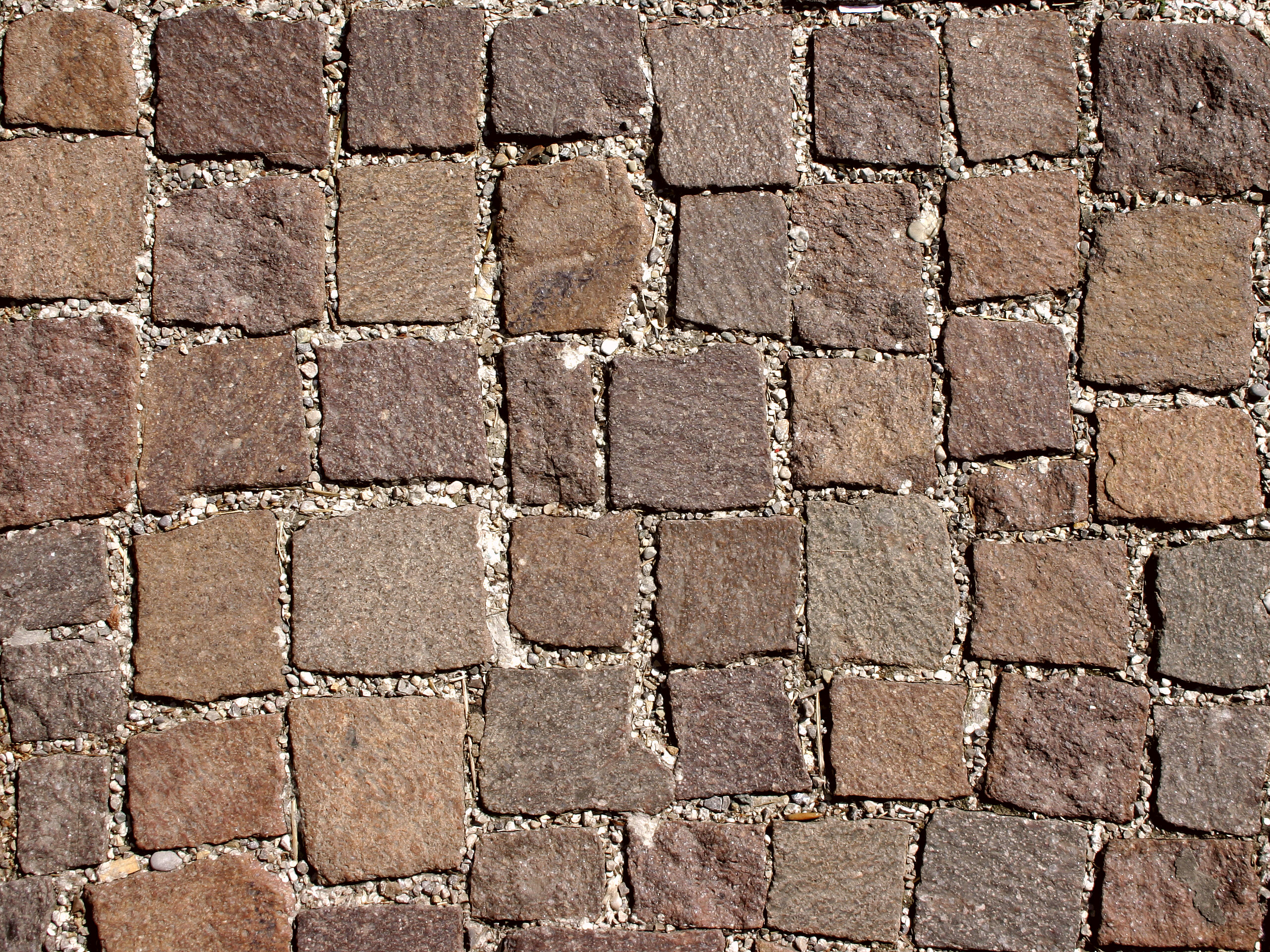
Straßenpflaster

## Der Aufbau der Vulkanit-Gruppe
Insgesamt zeigt sich ein Übergang von eher basischen Vulkaniten im Liegenden zu mehr sauren Vulkaniten im Hangenden der Gruppe, was sich auch in der Farbe der Gesteine bemerkbar macht. So besteht die andesitisch bis rhyodacitische Trostburg-Formation, benannt nach der Trostburg bei Waidbruck, im Liegenden aus grünlichen und schwarzen Gesteinen. Die aus Ignimbriten bestehende Auer-Formation im Hangenden hingegen besteht aus rhyolithischen rötlich-grauen bis orangen Gesteinen.

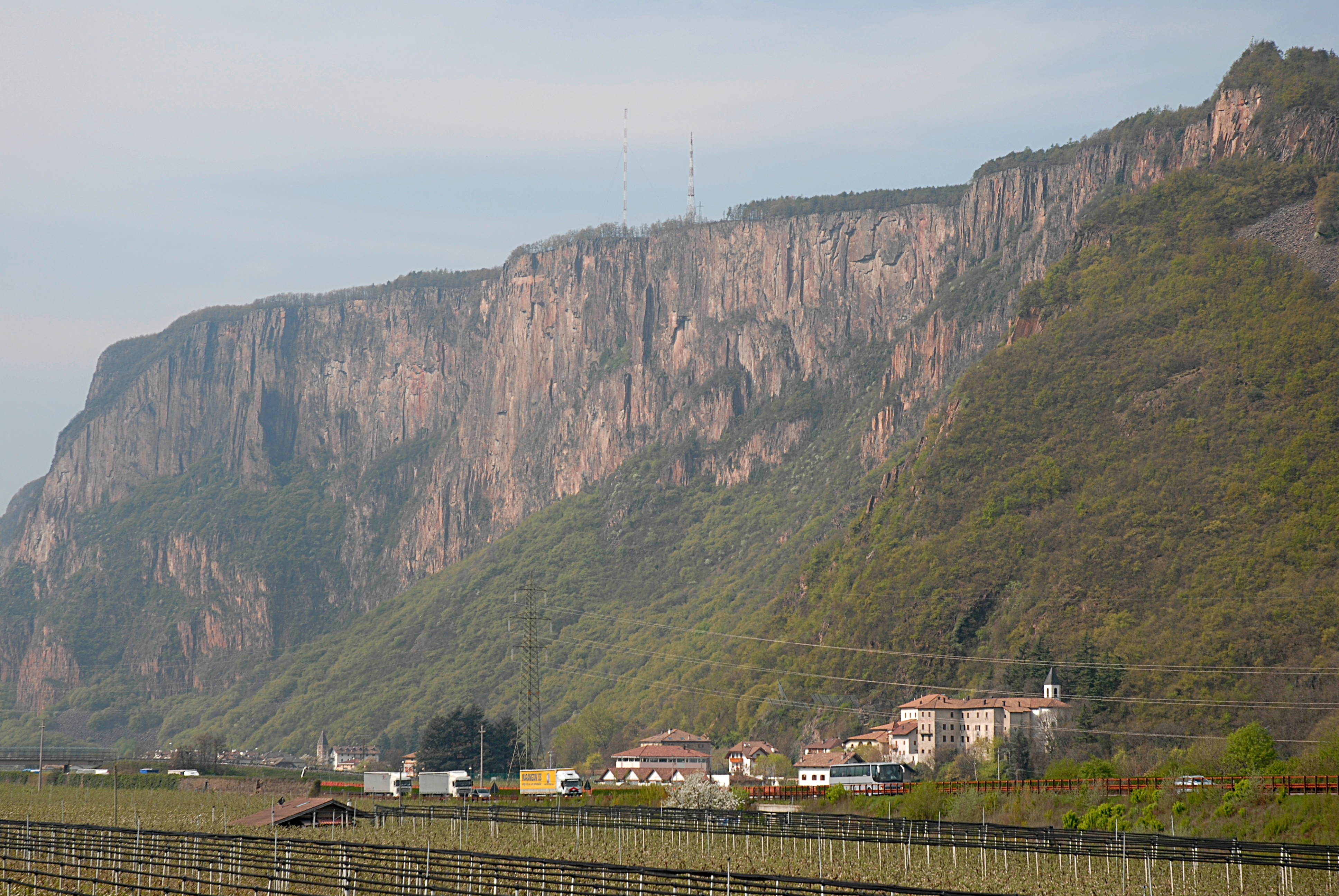
Die Pfattner Wände südlich von Bozen werden von der mächtigen Auer-Formation gebildet

Die Hauptmasse der Vulkanit-Gruppe bilden Ignimbrite, wie die mächtige Auer-Formation oder die ebenfalls mächtige Gargazon-Formation oder die Torggl-Formation und die Lieg-Formation, daneben bilden auch Laven (unter anderem die Laugen-Formation, die Zoll-Formation und die Hafling-Formation) und Tuffe einen bedeutenden Anteil. In Zeiten der Ruhe konnten sich vor allem klastische Sedimente bilden wie die Vigil-Formation, die Vöran-Formation, die Guntschna-Formation und die Tregiovo-Formation, in der auch Kohleflasern und Pflanzenreste gefunden werden.

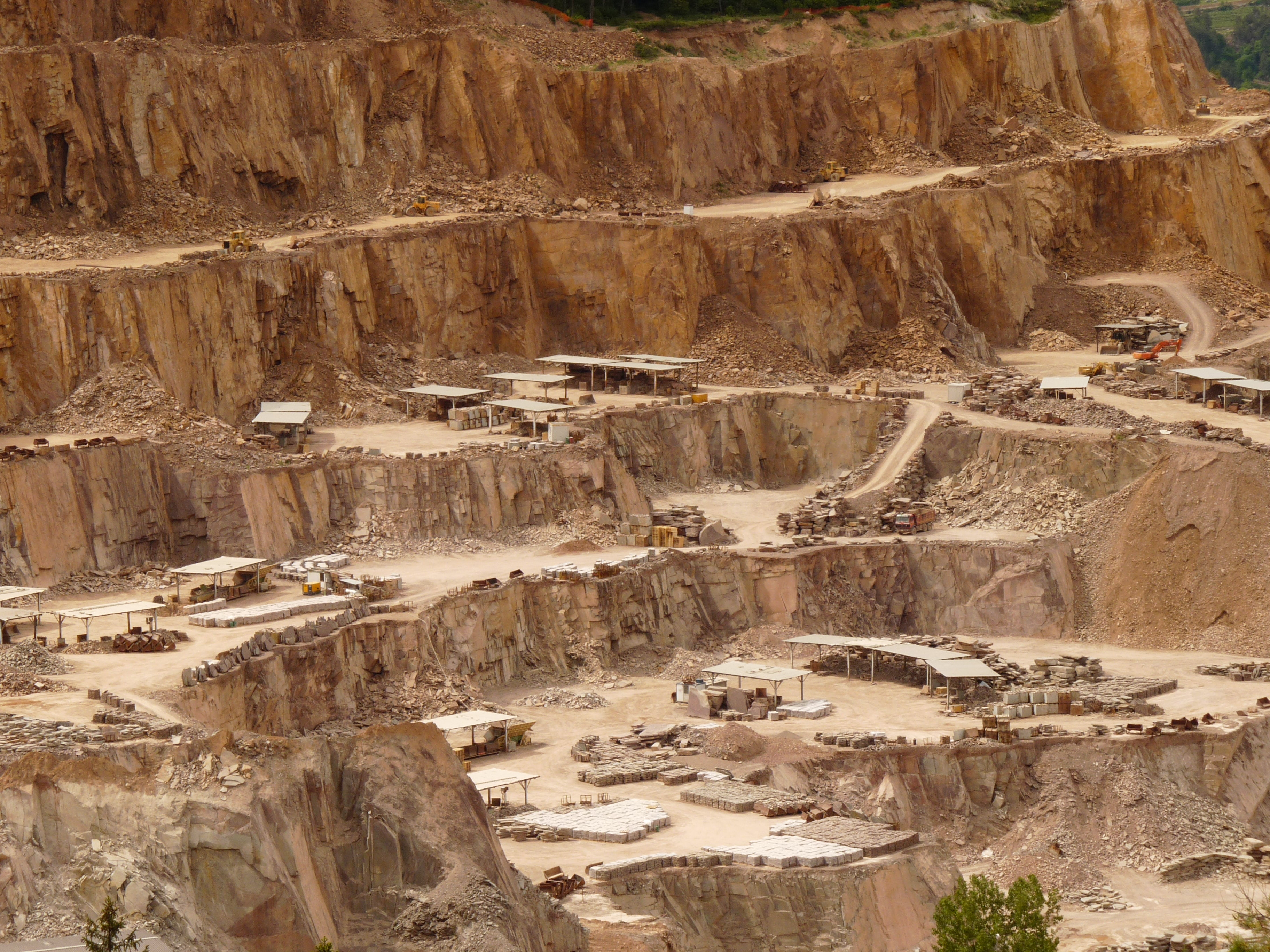
Steinbruch bei Albiano im Cembratal

## Nutzung
Die Ignimbrite der Bozener Vulkanitgruppe finden vielfache Verwendung als Bau- und Dekorationsmaterial, etwa für Fliesen, Platten oder Randsteine. Ein Grund dafür ist neben ihrer meist attraktiven Farbe ihre leichte Spaltbarkeit.